# Жужанська мова
Жужанська мова (кит.: 柔然語, róurán-yǔ, жоужан-ю) — мова середньовічного народу жужанів, творців Жужанського каганату. Побутувала у IV—VI ст. на території Маньчжурії, а також Внутрішньої і Зовнішньої Монголії. Нині мертва мова. Точна класифікація невідома. Власної писемності не мала. Пам'ятки дійшли до нас у китайській ієрогліфіці або брагмійською абеткою. П. Будберг відносив жужанську мову до монгольських мов на підставі реконструкції жужанських імен, написаних китайською. Цю позицію згодом прийняв і А. Вовін, після відкриття бугутських написів; до того він вважав, що це мова-ізолят, яка була близькою до єнісейської, а не алтайської мовної сім'ї, і, ймовірно, справила вплив на старотюркські мови. П. Кросслей так само вважала жужанську ізольованою мовою. Також — жужуська мова (кит.: 蠕蠕語, rúrú-yǔ, жужу-ю).

## Лексика
- Каган (qaγan) — слово, що увійшло до ряду європейських і азійських мов.